# Liocarcinus navigator
Liocarcinus navigator là một loài cua trong phân họ Polybiinae của họ Carcinidae.

## Phân bố
Phạm vi phân bố chính của loài này là tại Quần đảo Anh; tuy nhiên nó có mặt khắp bắc-nam Đại Tây Dương, gồm cả Biển Bắc xa về phía bắc tới Trøndelag ở Na Uy, và về phía nam tới Mauritanie, và cũng xuất hiện ở Địa Trung Hải.

## Mô tả
Liocarcinus navigator có một cái mai màu nâu sẫm rộng khoảng 33 milimét (1,3 in), với các chân bò màu nhạt hơn. Mép trước của mai, giữa hai mắt, có một tua rua lông nhưng không có gai răng cưa.

## Phân loài
Hai phân loài hiện được công nhận:
- Liocarcinus navigator rondeletii (Risso, 1816)
- Liocarcinus navigator navigator (Herbst, 1794)